# Pleuroncodes planipes
Pleuroncodes planipes är en kräftdjursart som beskrevs av William Stimpson 1860. Pleuroncodes planipes ingår i släktet Pleuroncodes och familjen trollhumrar. Inga underarter finns listade i Catalogue of Life.